# Plottier

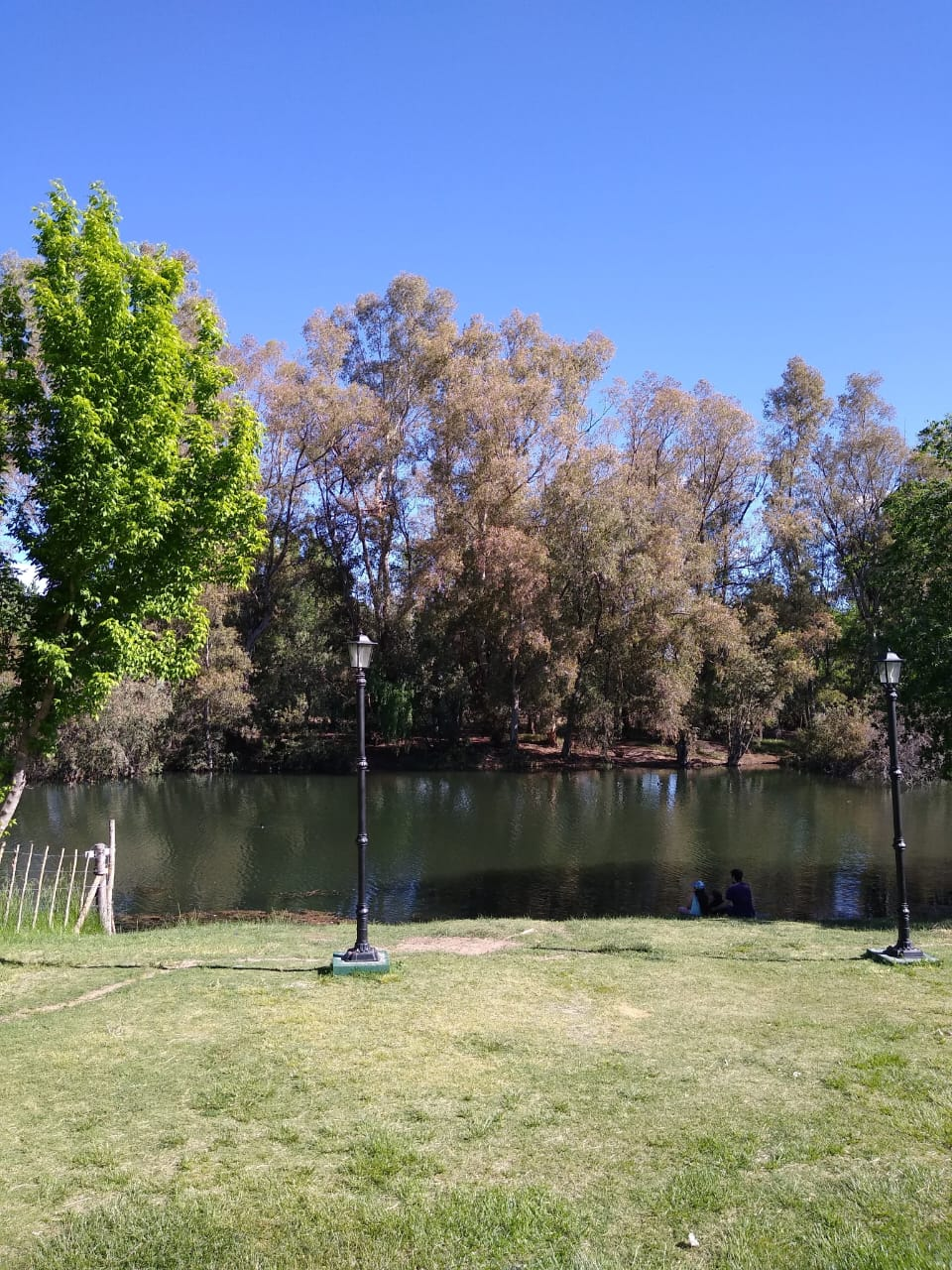
Laguna de la Casa Museo del Doctor Plottier

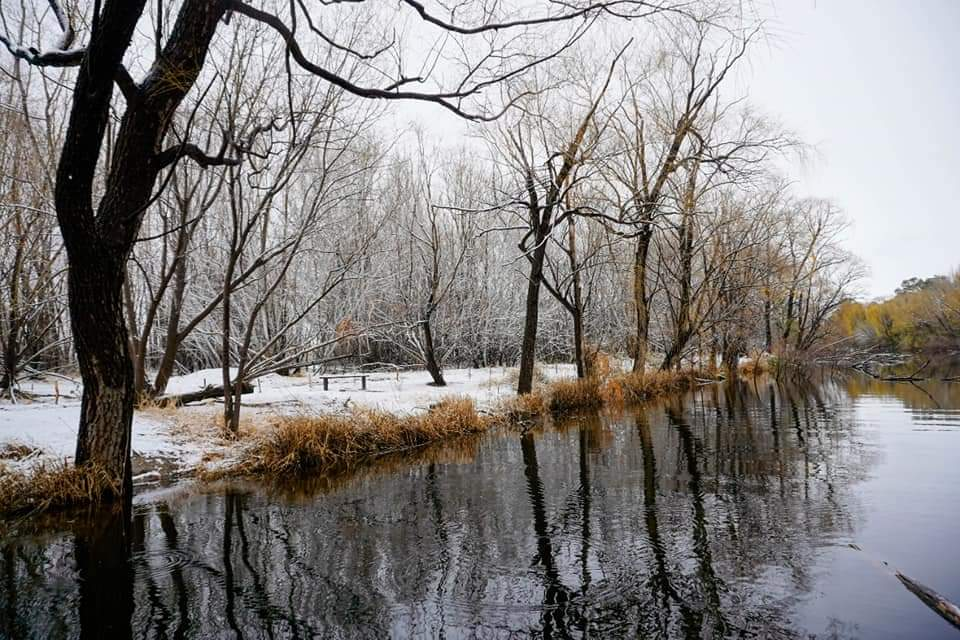
Laguna Elena. Jardín botánico de Plottier (2022)

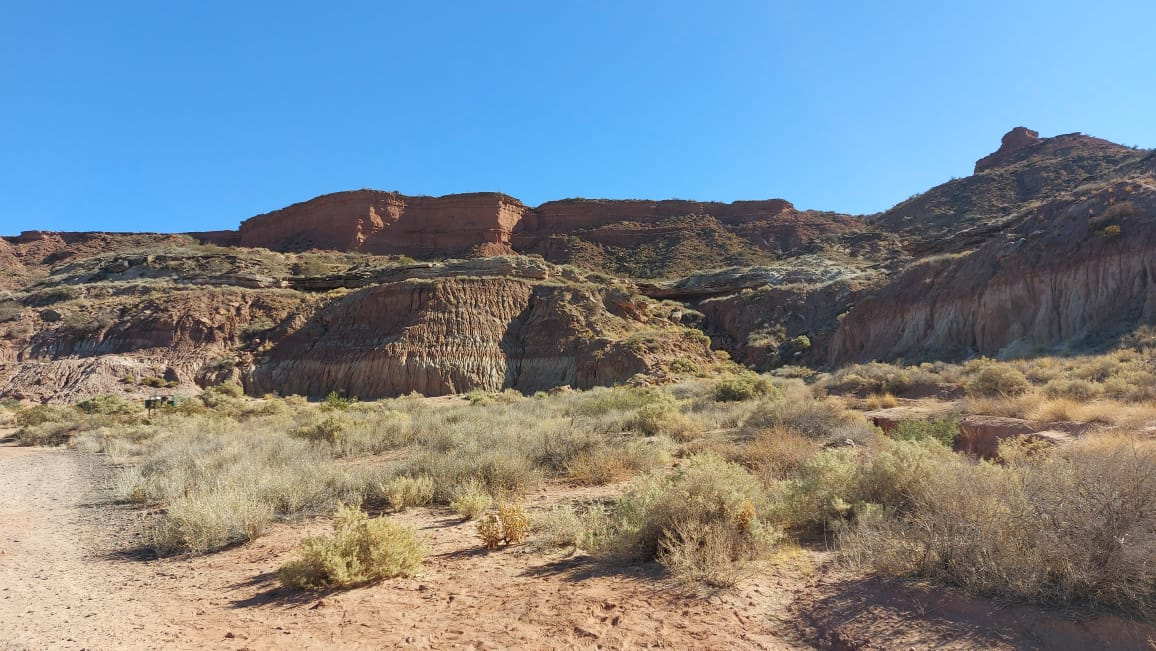
Bardas de Plottier, provincia del Neuquén, Argentina

Plottier es una ciudad argentina, ubicada en el departamento Confluencia, provincia del Neuquén. Es la segunda localidad de la provincia en cantidad de habitantes. Se encuentra a 15 km de la capital provincial lo cual la convierte en una ciudad pujante y de mucho tráfico de personas que viven allí pero desempeñan sus trabajos en la ciudad de Neuquén. Se ubica a la vera del río Limay y por el lugar pasa la RN 22.
Posee 15 kilómetros de costa del río Limay de acceso libre.
La ciudad de Neuquén, el mayor centro poblado de toda la Patagonia argentina se conecta a ella mediante una autovía sobre la RN 22, y a través de la Autovía Norte. Ambos continúa hasta el puente interprovincial que la une a Cipolletti. A partir del siglo XXI, se ha acrecentado el funcionamiento de Plottier como ciudad dormitorio, por la abundancia de terrenos y su buena conexión vial hacia la capital.

## Toponimia
Lleva el nombre del Dr. Alberto Plottier, un médico de origen uruguayo que instaló un establecimiento agrícola- ganadero a principios de siglo XX  llamado Los Canales.[cita requerida].

## Población
Contó con 32,390 habitantes (Indec, 2010), lo que representó un incremento del 29% frente a los 25,186 habitantes (Indec, 2001) del censo anterior. La población se compuso de 16.700 varones y 16.900 mujeres, lo que arroja un índice de masculinidad del 98.82%. En tanto, las viviendas pasaron de a ser 6.816 a 11.509.
Según el censo 2022 se conoció una población dentro del municipio de 52.190 habitantes y 20.183 viviendas.Esta cifra le permitió posicionarse como la segunda localidad de la provincia por primera vez. Además, el censo dio a conocer datos de su composición poblacional (26770 hombres 26531 mujeres), densidad y área urbana.
Forma parte del aglomerado interprovincial Gran Neuquén.
| Gráfica de evolución demográfica de Plottier entre 1991 y 2022 |
|                                                                |
| Fuente: Censos nacionales del INDEC                            |

## Geografía
El clima es templado-frío y semiárido, registrando temperaturas medias anuales que varían entre los 14 y 12 °C. Las lluvias no superan los 300 mm anuales y los fuertes vientos que caracterizan la zona, fundamentalmente durante el período septiembre - diciembre, suelen alcanzar entre 20 y 120 km/h.
Los suelos del valle son fluvionales con intercalaciones de conglomerados, arenas, gravas y limos consolidados. En cambio sobre la barda se encuentra canto rodado denominado rodado tehuelche. Los terrenos más antiguos están constituidos por areniscas, limolitas y arcillitas, en los cuales predominan el color rojo. 

## Historia

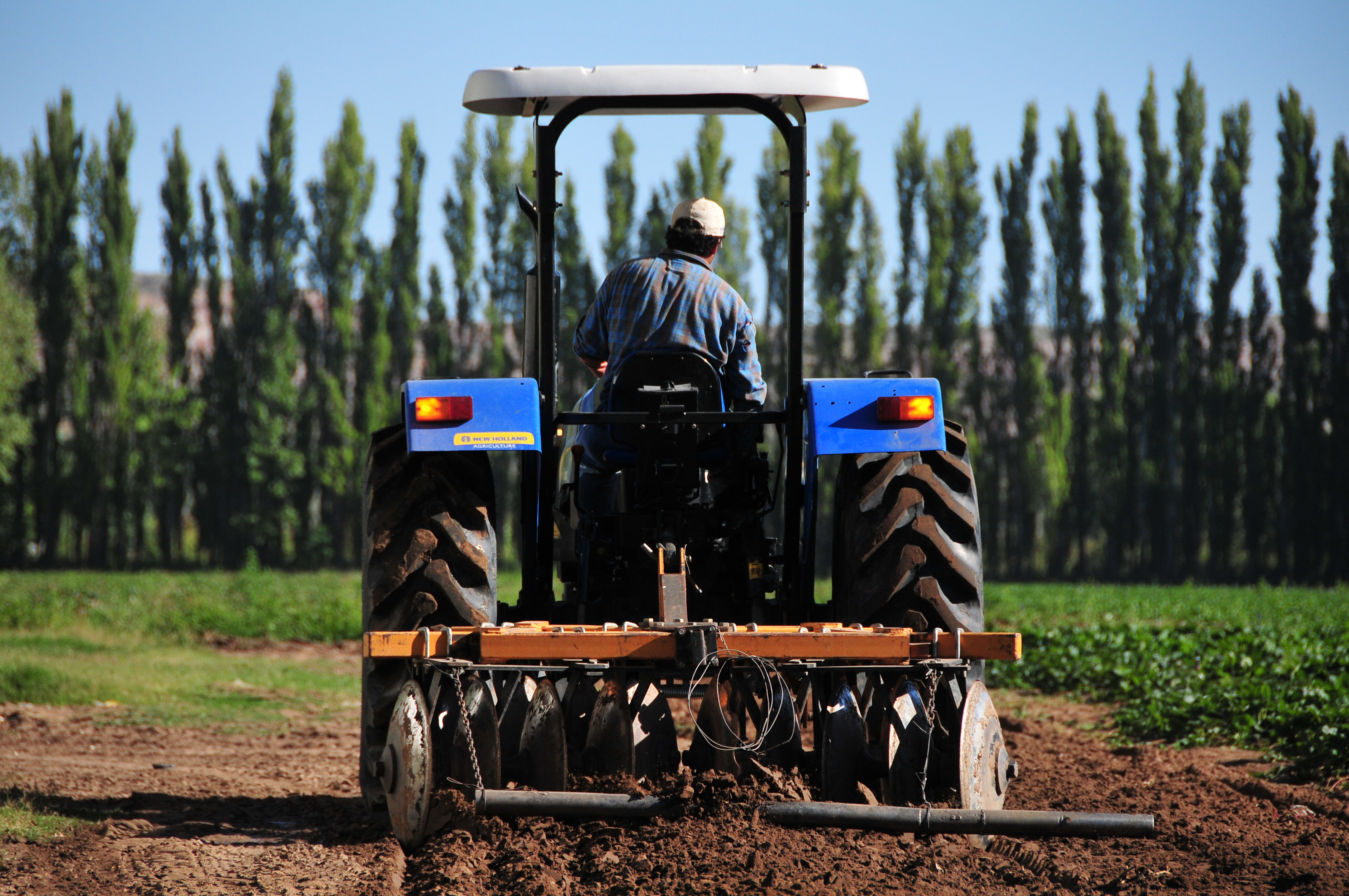
Productor de Plottier

Esta localidad neuquina fue fundada por Alberto Plottier y surgió de un proceso de colonización agropecuaria. Plottier construyó una hermosa casona de perfil europeo, que aún se conserva a orillas del Río Limay. El nombre de su emprendimiento está vinculado a una importante red de canales de riego que ordenó construir para transformar las áridas tierras en chacras productivas de frutales, arboledas, pasturas y pequeñas granjas familiares. Innovó tecnológicamente con el uso de bombas -traídas de Europa- para tomar agua del río Limay y proyectarla en los canales y acequias antigravitacionales. En 1914 se inauguró la estación Plottier del Ferrocarril Sud, sobre los rieles extendidos de Neuquén Capital a Zapala. Un  26 de marzo de 1935, el presidente de la Nación Agustín P. Justo firmó el Decreto N.º 57.779, que aprobó la creación de la Comisión de Fomento. 
En 1916 Plottier fue uno de los escenarios trágicos de la fuga de presos de la cárcel de Neuquén. El Ingeniero Adolfo Plottier fue ejecutado por unos de los evadidos y el almacén de ramos generales fue saqueado.
A partir de 1920 los Hermanos Plottier comenzaron a vender sus tierras para el establecimiento de colonos inmigrantes. Se formaron a continuación las Colonias el Triángulo, Colonia Suiza, San Eugenio, Viña del Río, San Agustín, y Colonización Ferrocarril Sud (Colonia Inglesa/ 2 de abril).
El 26 de marzo de 1935 el presidente de la nación Agustín P. Justo reconoció la formación de la Comisión de Fomento de Plottier, reconociendo así la municipalización de esta comunidad. Esta fecha ha sido adoptada como la fecha más trascendente para la localidad e incluida en la Carta Orgánica Municipal.
El hecho más relevante se cumple en la década de los 80, con la vuelta a la democracia, Adolfo Larocca partió de su Buenos Aires natal para fundar la ciudad, siendo de vital importancia su acción integral para fundar y crear los organismos fundamentales para que la ciudad empiece a crecer en importancia en la región.

## Economía
La principal producción del lugar es frutícola, predominando los cultivos de peras y manzanas. La zona está constituida por chacras que por lo general no superan las 10 ha de extensión, lo cual suele ser catalogado como unidades de producción excesivamente pequeñas. Aunque la mayoría de los colonos son solamente productores, existen varios que cuentan con plantas de empaque, y algunas cooperativas que cuentan con empacadoras y acopiadoras que agrupan a varios colonos. Solamente el 20% de la producción se industrializa, y del total un 60% se exporta. Otras actividades de importancia son la cría de caprinos, la explotación forestal, apícola y la extracción de petróleo.

## Educación
La escuela de educación primaria Adolfo Larocca tiene 74 alumnos distribuidos en 9 aulas.
En tanto en educación secundaria destaca la escuela de educación media José de San Martin con 34 alumnos.

## Transporte
La ciudad de Plottier está conectada con la capital provincial mediante la Ruta Nacional 22 y mediante un ramal del Ferrocarril Roca que originalmente unía las ciudades de Bahía Blanca y Zapala. No presta servicios de pasajeros desde 1993, sin embargo por sus vías corren trenes de carga, a cargo de la empresa Ferrosur Roca, y recientemente se ha puesto en marcha el demorado proyecto para extender el Tren del Valle hacia esta localidad, que actualmente corre entre las ciudades de Neuquén y Cipoletti. 
La E.T.O.P. -estación terminal de ómnibus de Plottier- ubicada a la vera de la Ruta Nacional 22, recientemente reinaugurada por el intendente de la ciudad Andrés Peressini, quien decidiera cerrarla durante tres meses para reparar este importante edificio municipal, el cual se encontraba abandonado. 
Autobuses Santa Fe presta el servicio urbano de colectivos, además cuenta con el servicio interurbano que conectan la ciudad con otras ciudades (como Neuquén, Senillosa, Cipolletti, entre otras).

## Imágenes

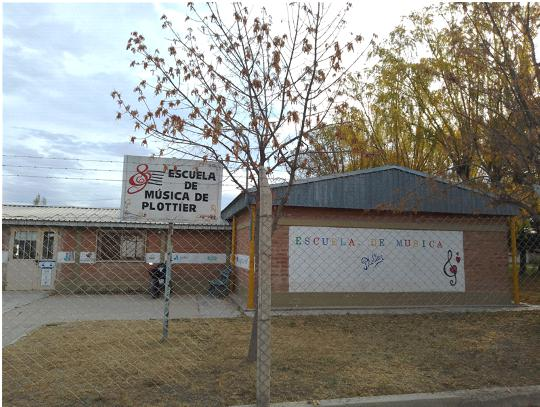
Escuela de Música de Plottier
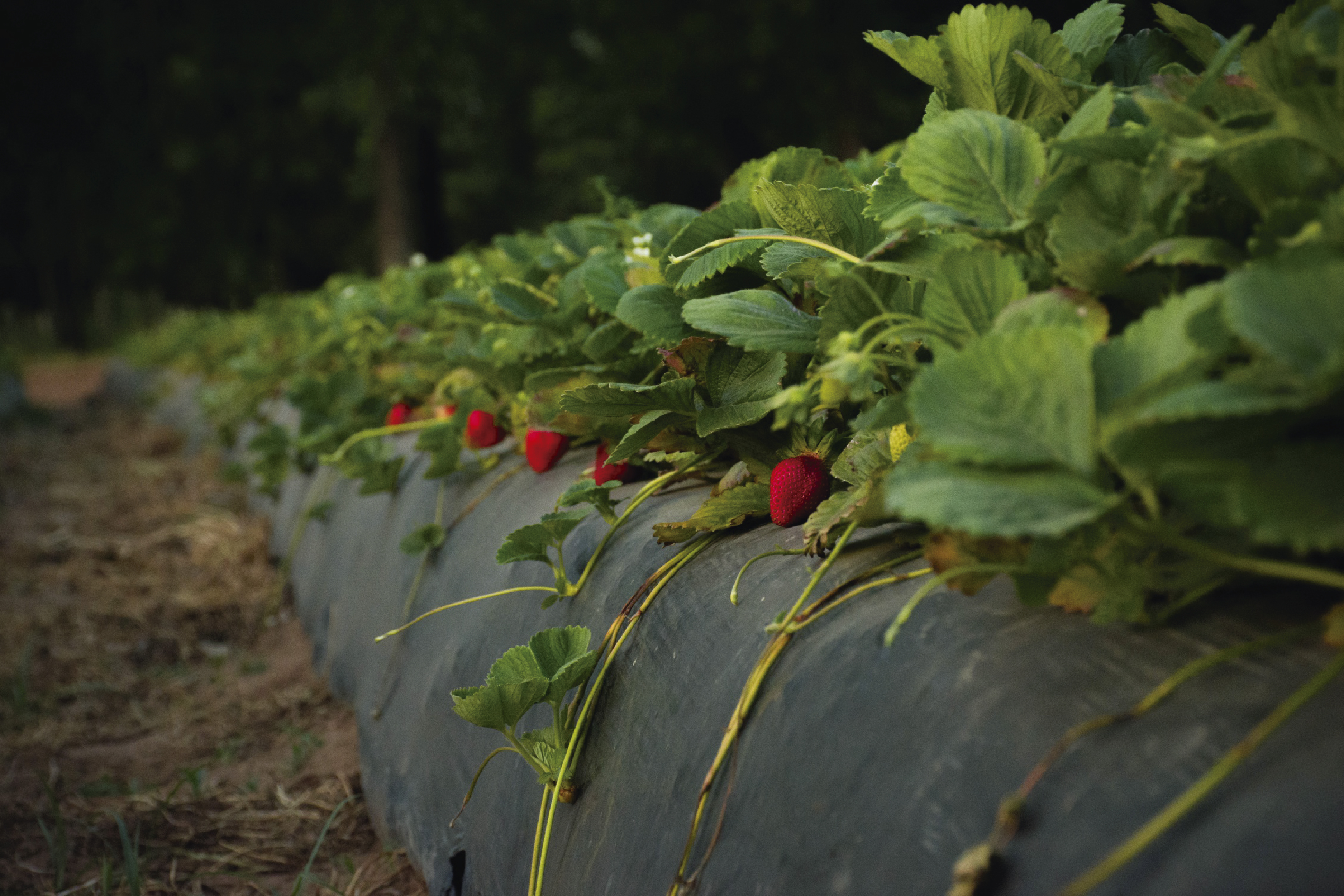
Producción de frutas finas
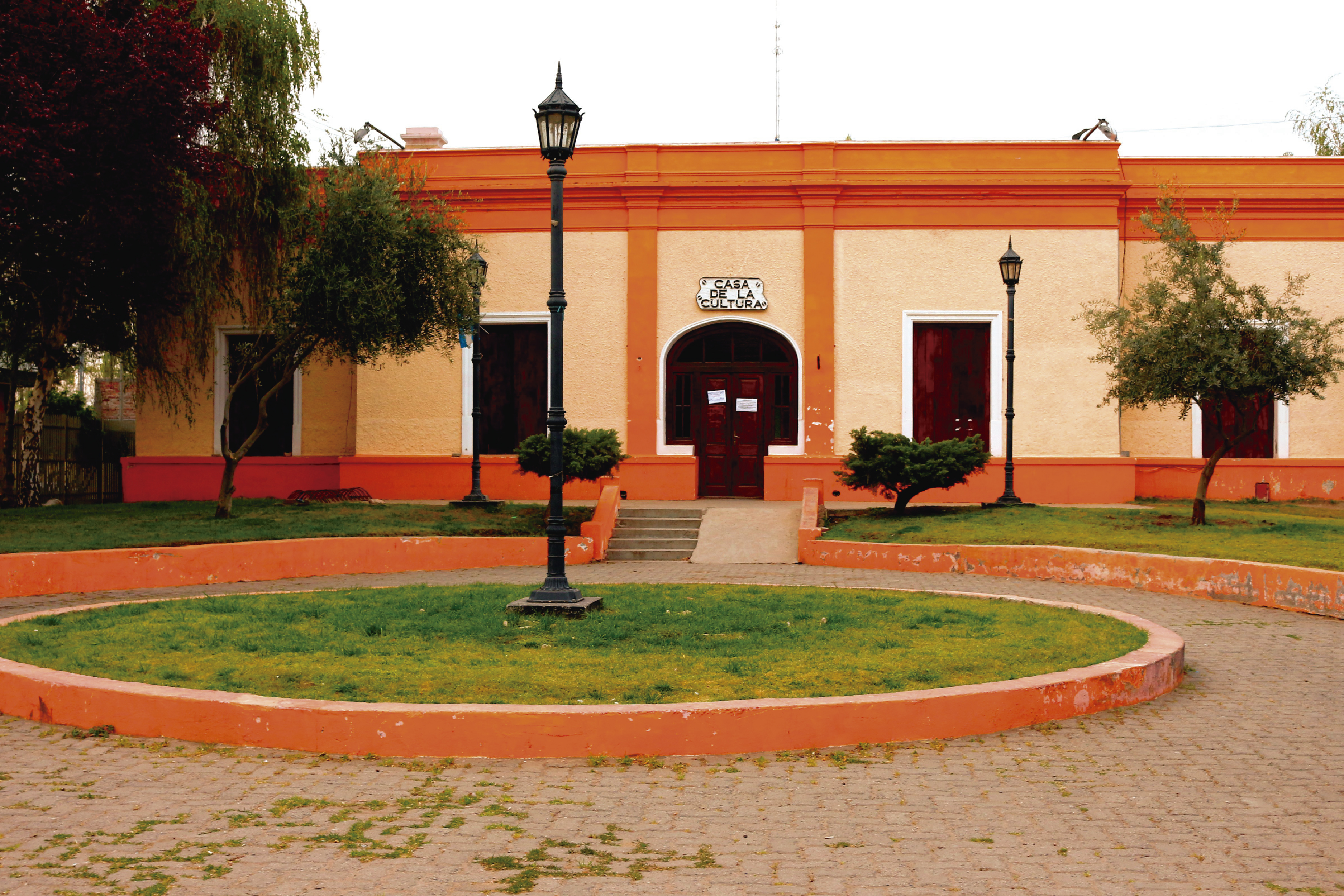
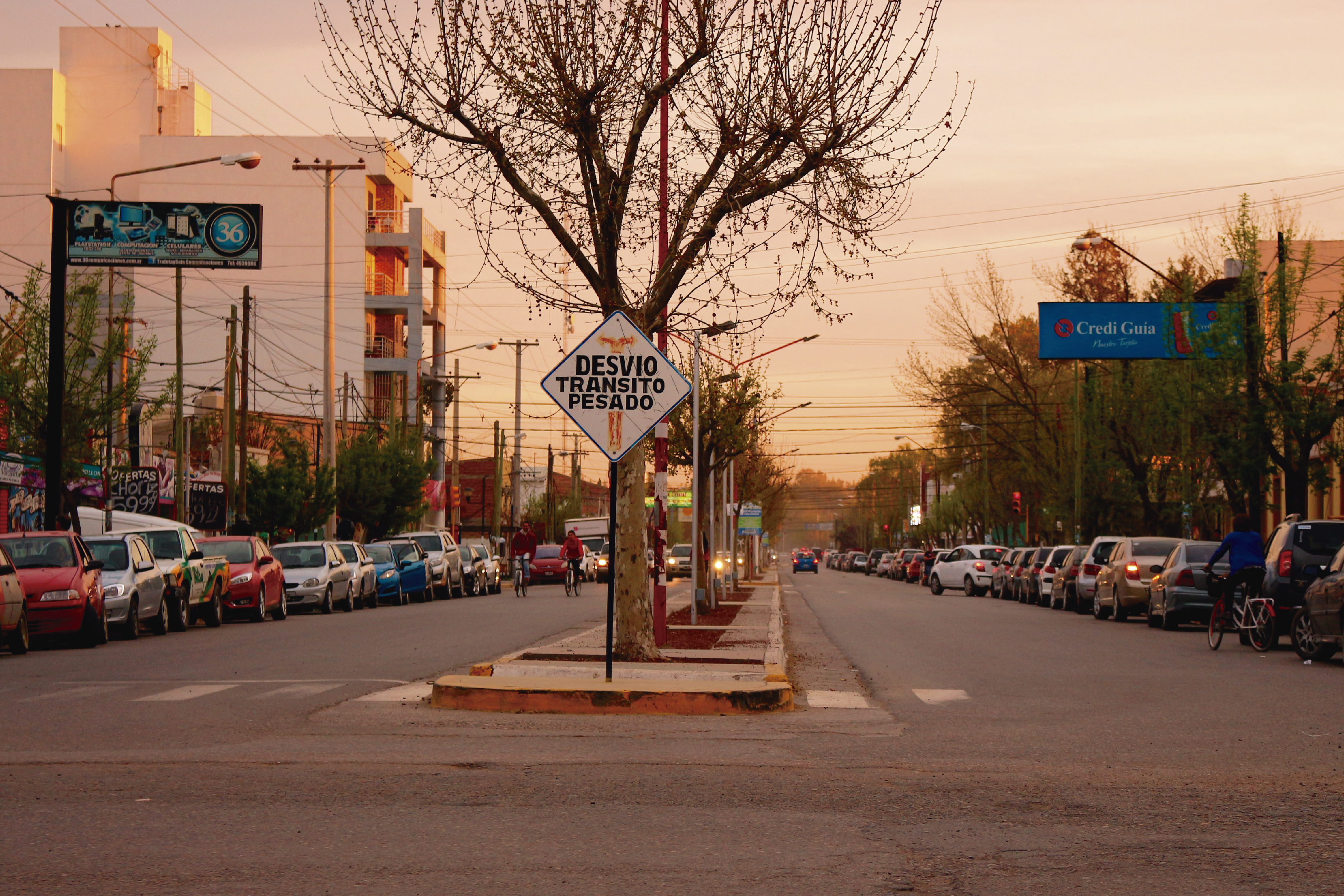
Avenida principal de la localidad
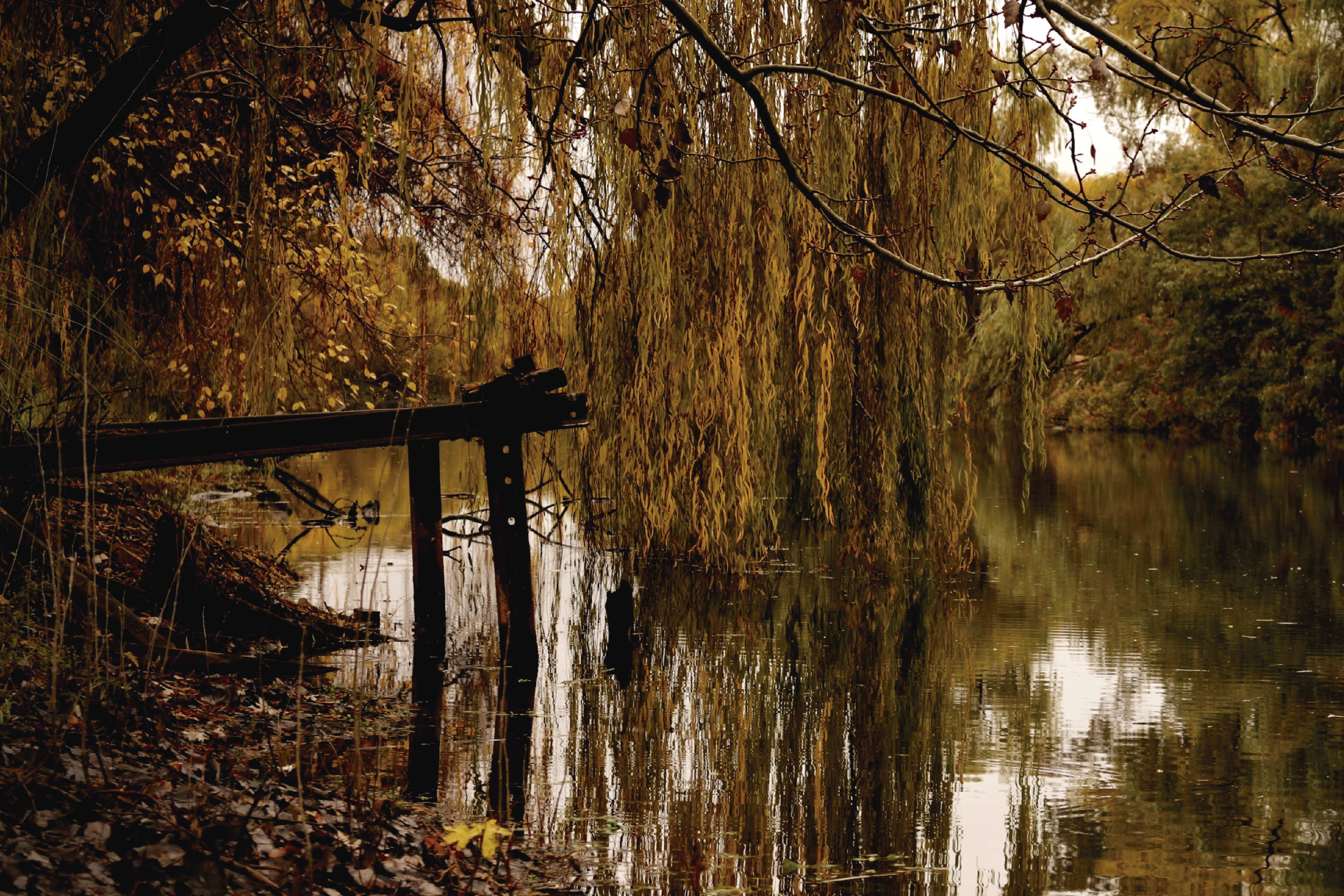
Antiguamente llamada Laguna Larga, se ubica a la vera de la Casa del Dr. Plottier. Actualmente lleva el nombre de la Hija del fundador.
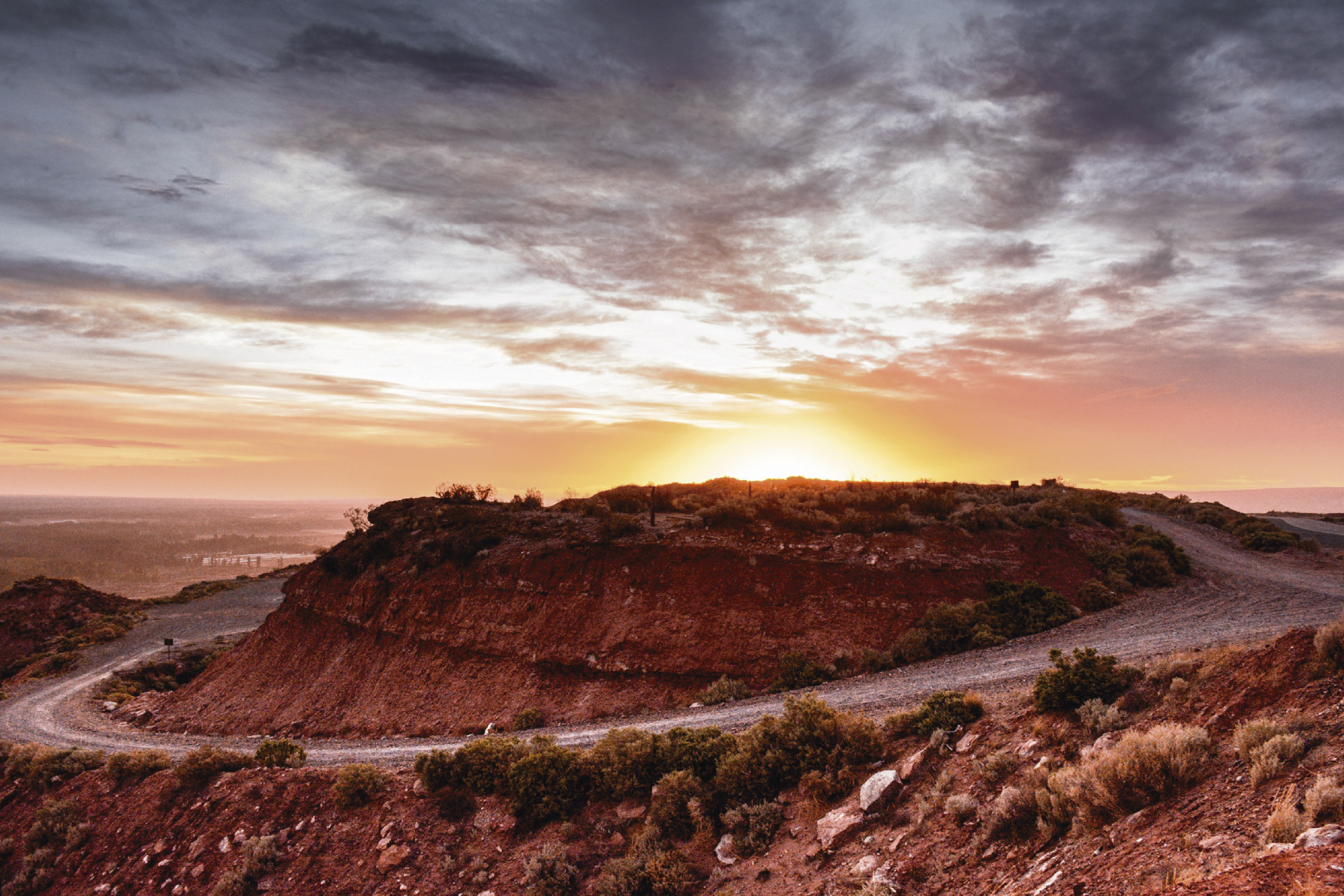
Atardecer en la barda de Plottier
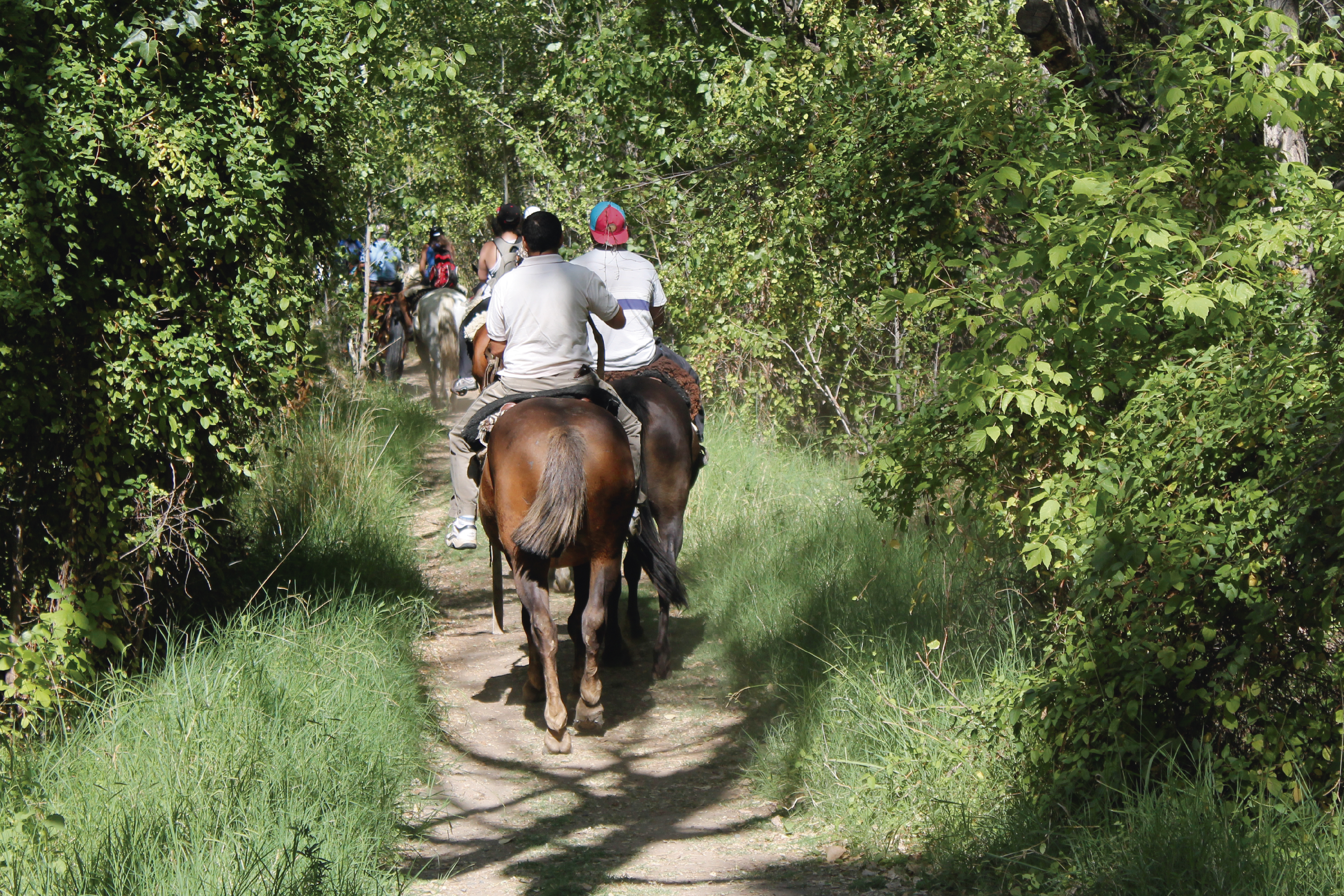
Paseo a caballo
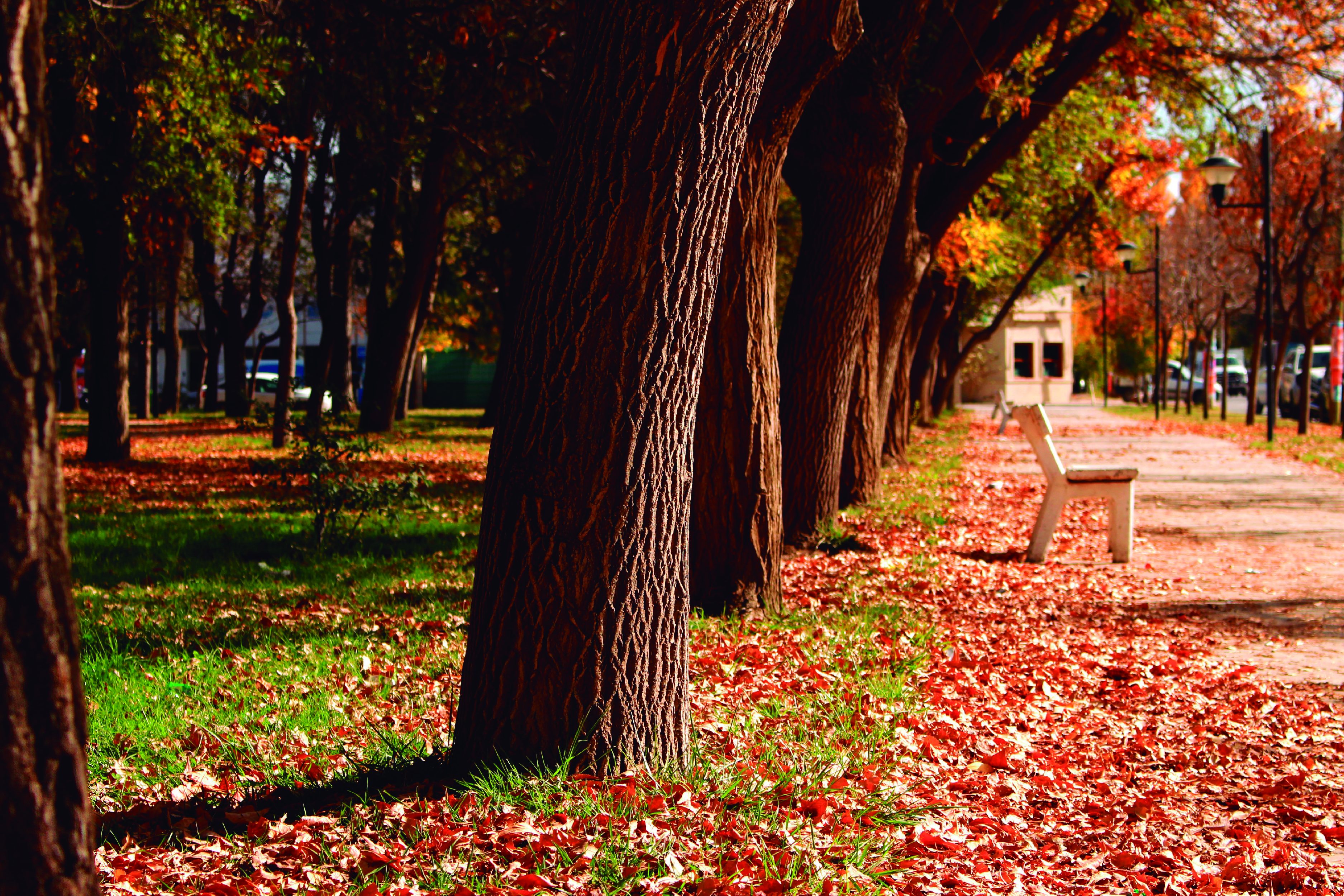
Plaza San Martín
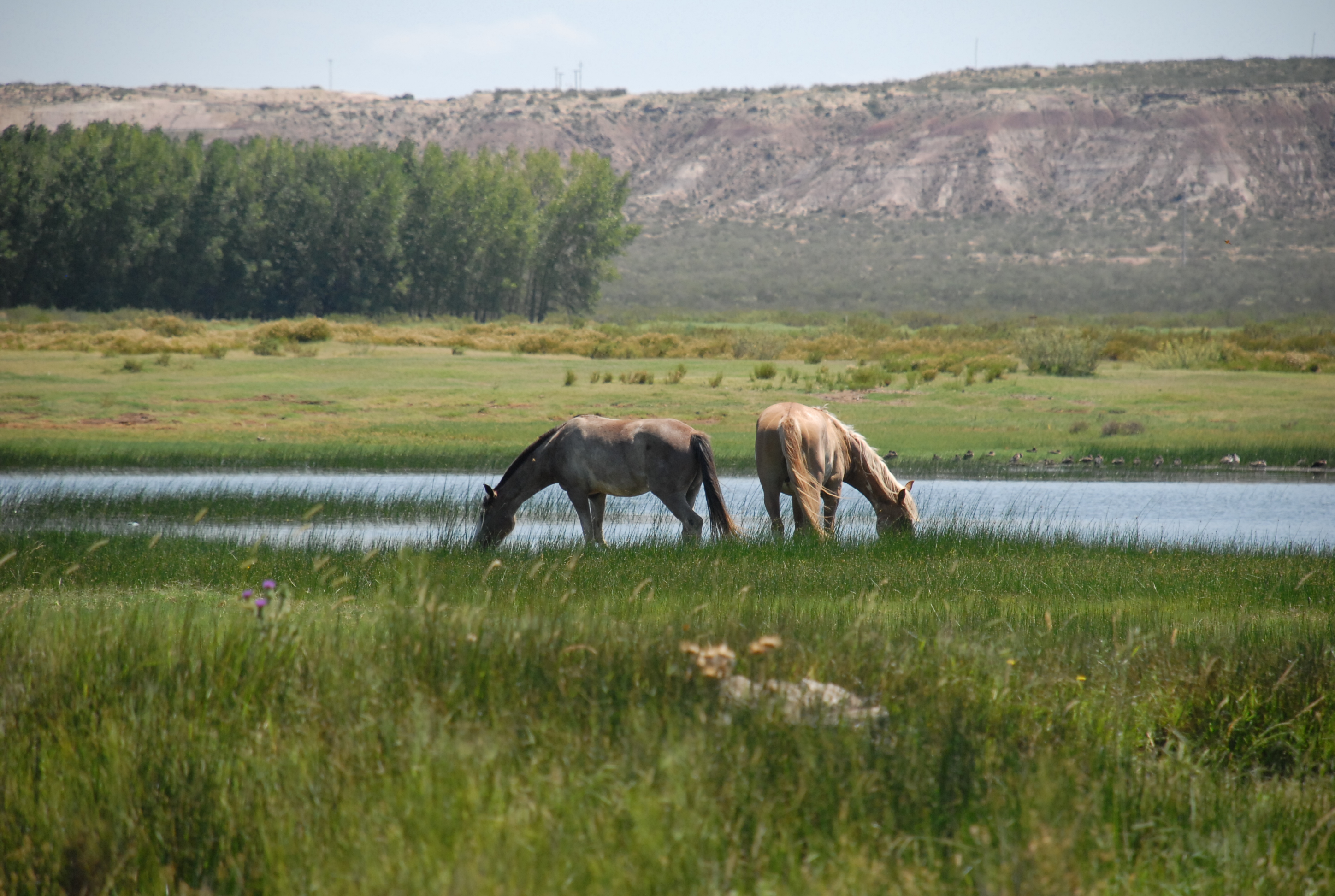
Caballos en Plottier
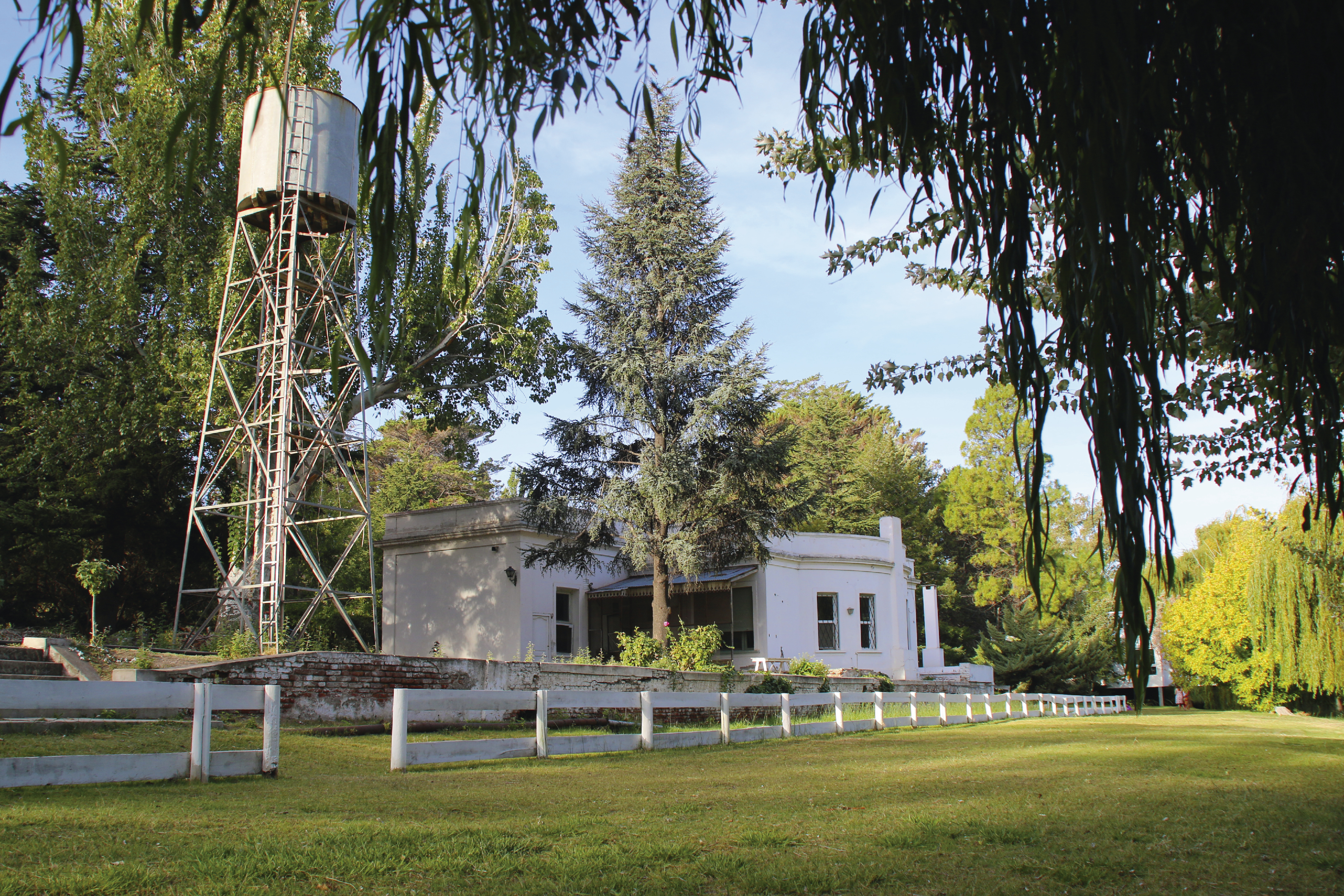
Casa del doctor Plottier
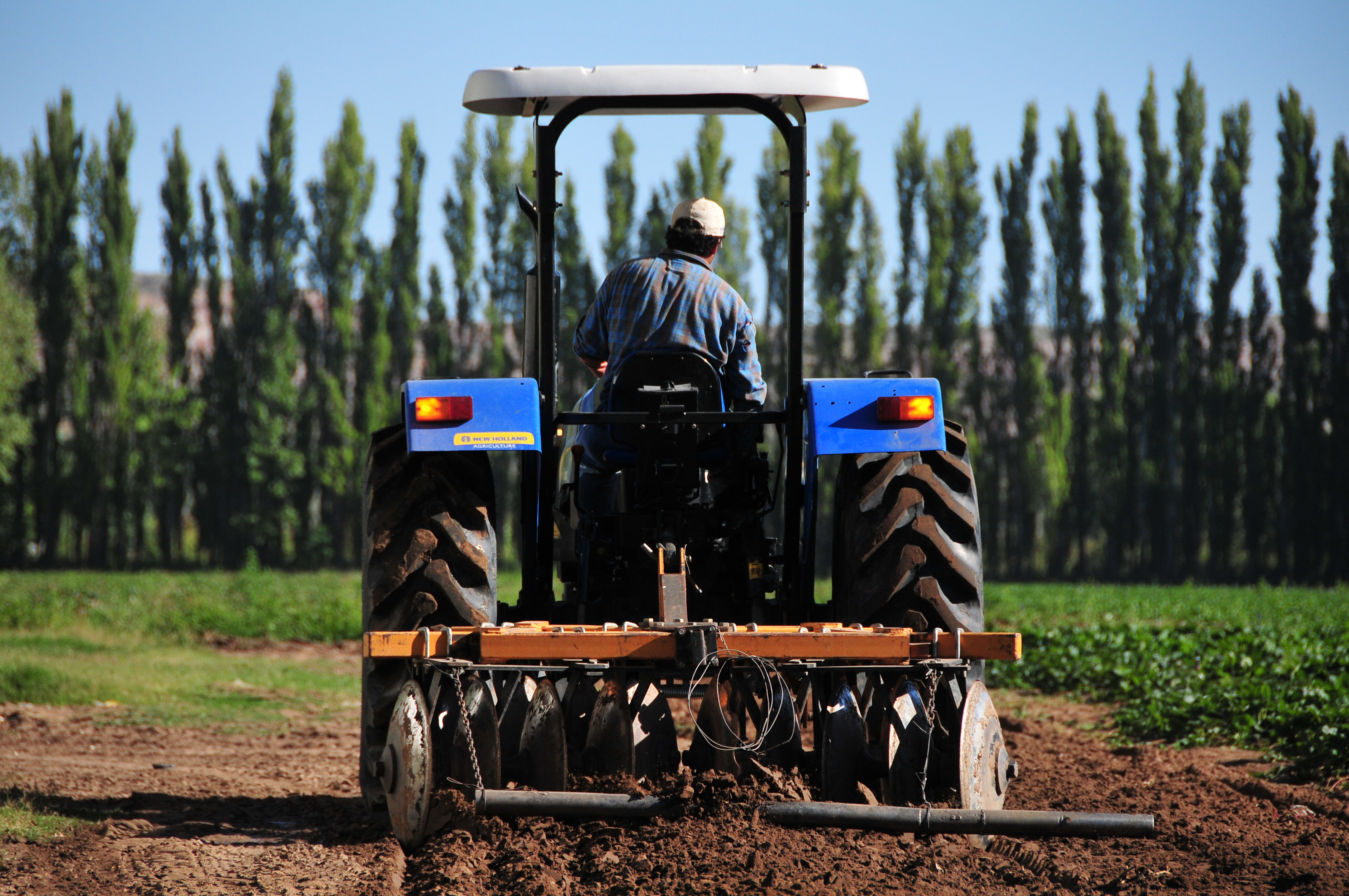
Agricultor en Plottier
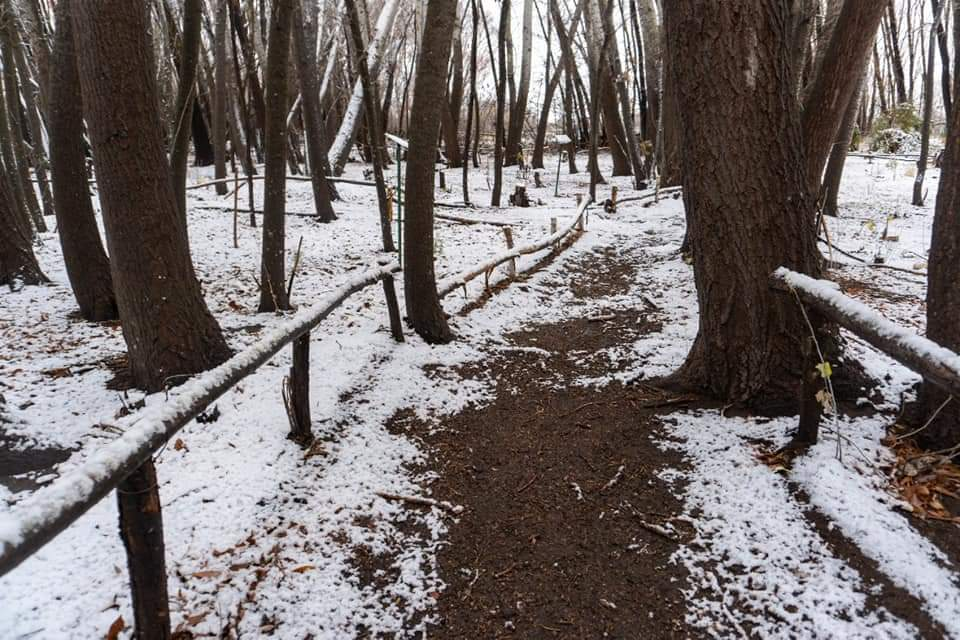
Senderos del Jardín Botánico de Plottier. 2022
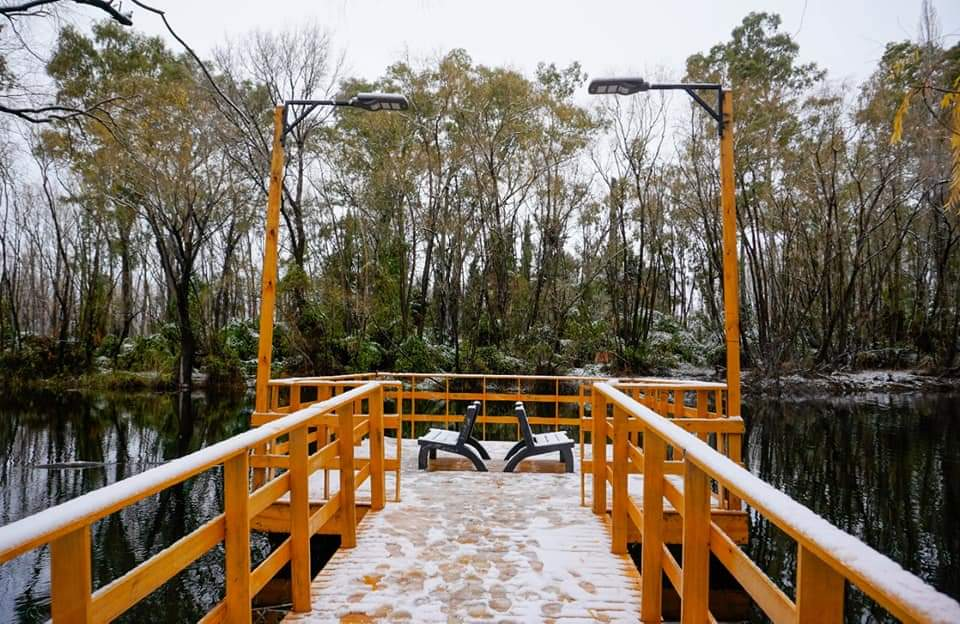
Mirador del Jardín Botanico de Plottier. 2022
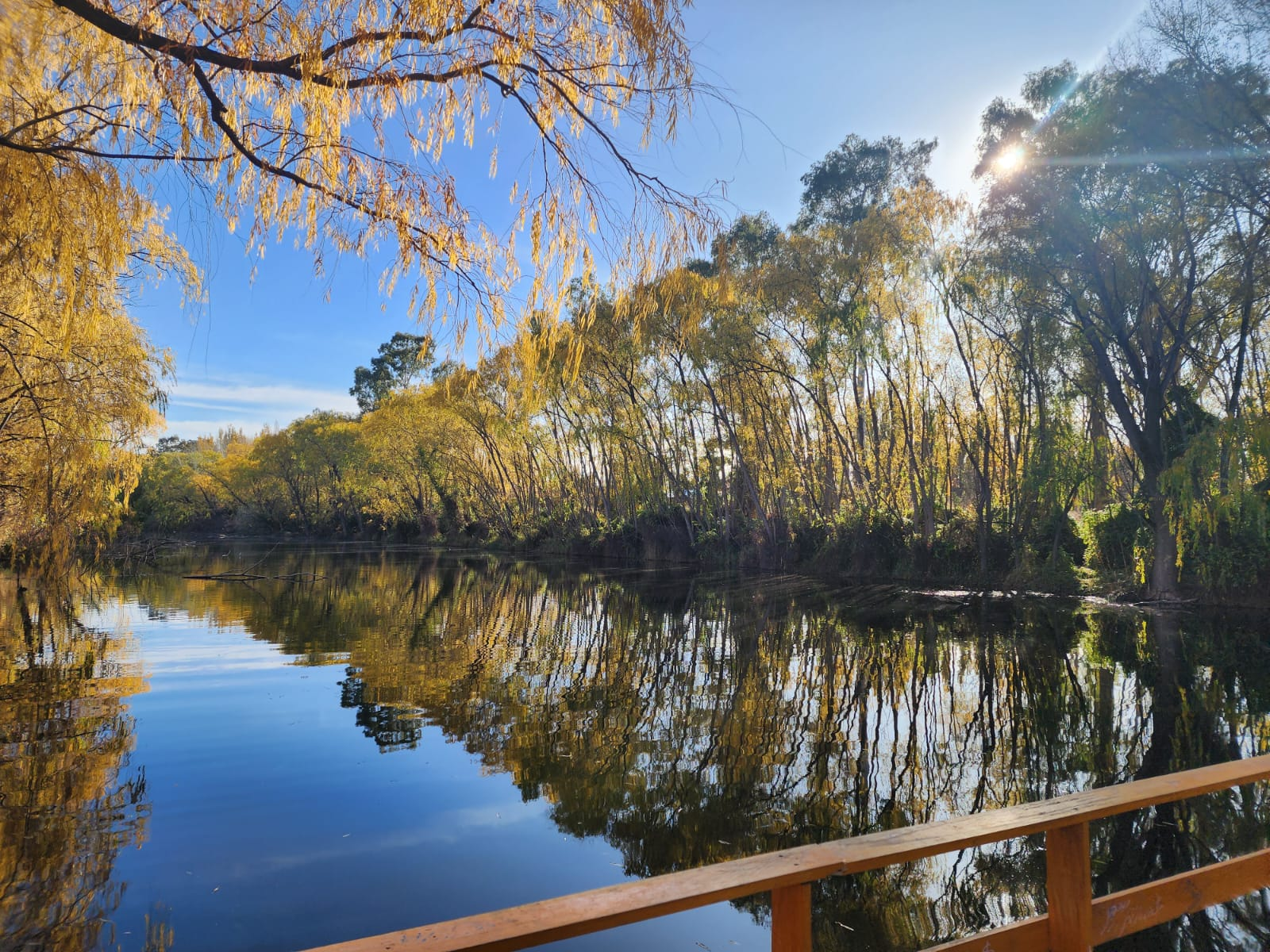
Laguna Elena ubicada a la vera de la Casa Museo Dr. Plottier en la Ciudad de Plottier. Neuquén. Argentina

https://commons.wikimedia.org/wiki/File:Laguna_Casa_Dr_Plottier.jpg